# Patrice Esnault
Patrice Esnault (* 12. Juni 1961 in Orléans, Region Centre-Val de Loire) ist ein ehemaliger französischer Radrennfahrer.
1984 siegte er als Amateur im Paarzeitfahren Flèche d’Or mit Bruno Huger als Partner. Esnault wurde 1985 Neoprofi und gewann mit dem Troféu Joaquim Agostinho sein erstes Rennen als Berufsfahrer. Dreimal gewann er die Gesamtwertungen von Etappenrennen: 1986 den Prix de l’Amitié, 1987 den GP Midi Libre und 1988 Paris–Bourges. Im Jahr 1999 gewann er eine Etappe der Vuelta a España. Sein letztes Straßenrennen gewann Esnault 1992 mit dem Eintagesrennen Paris–Camembert. Nach Ablauf der Saison 1994 beendete er seine Karriere als Aktiver.
Nach seiner aktiven Zeit war Esnault u. a. darunter als Manager von Radsportteams tätig, darunter 1999 und 2000 als Leiter der Profimannschaft Bessons Chaussures. Außerdem ist er für das französische Telekommunikationsunternehmen Orange bei der Tour de France als Repräsentant tätig.

## Erfolge
1985
- Troféu Joaquim Agostinho

1986
- eine Etappe Mittelmeer-Rundfahrt
- Gesamtwertung und eine Etappe Prix de l’Amitié

1987
- Gesamtwertung Grand Prix Midi Libre

1988
- Gesamtwertung und eine Etappe Paris–Bourges
- eine Etappe Paris–Nizza

1989
- Bordeaux-Caudéran

1990
- eine Etappe Vuelta a España

1992
- Paris–Camembert

## Grand-Tours-Platzierungen
| Grand Tour            | 1985 | 1986 | 1987 | 1988 | 1989 | 1990 | 1991 | 1992 | 1993 | 1994 |
| --------------------- | ---- | ---- | ---- | ---- | ---- | ---- | ---- | ---- | ---- | ---- |
| Vuelta a EspañaVuelta | DNF  | –    | –    | –    | 59   | DNF  | 98   | –    | –    | –    |
| Giro d’ItaliaGiro     | –    | –    | –    | –    | –    | –    | –    | –    | –    | –    |
| Tour de FranceTour    | –    | DNF  | DNF  | 78   | –    | –    | 28   | –    | 119  | –    |